# Hugo Abramson
Hugo Abramson, nacido el 28 de octubre de 1897 en la parroquia de Grava, en la Provincia de Värmland, y fallecido el 5 de agosto de 1980 en la parroquia de Eskilstuna Klosters, en el Provincia de Södermanland, fue un ingeniero sueco.

## Biografía
Abramson se graduó en 1916 del bachillerato en el Instituto Superior de Ciencias Naturales de Norra real, Estocolmo, y obtuvo su título de ingeniero civil en el Instituto Real de Tecnología de Estocolmo en 1922. Posteriormente, trabajó entre 1922 y 1923 en diversas empresas en Estados Unidos, incluyendo Ford Motor Company en Detroit. De 1924 a 1925, trabajó en el Taller Mecánico de Bergsund y, de 1925 a 1938, en AGA, primero como diseñador y luego como jefe del taller de experimentación. A partir de 1938, trabajó en Carl Edvard Johansson en Eskilstuna, primero como jefe de departamento y más tarde como jefe de desarrollo.

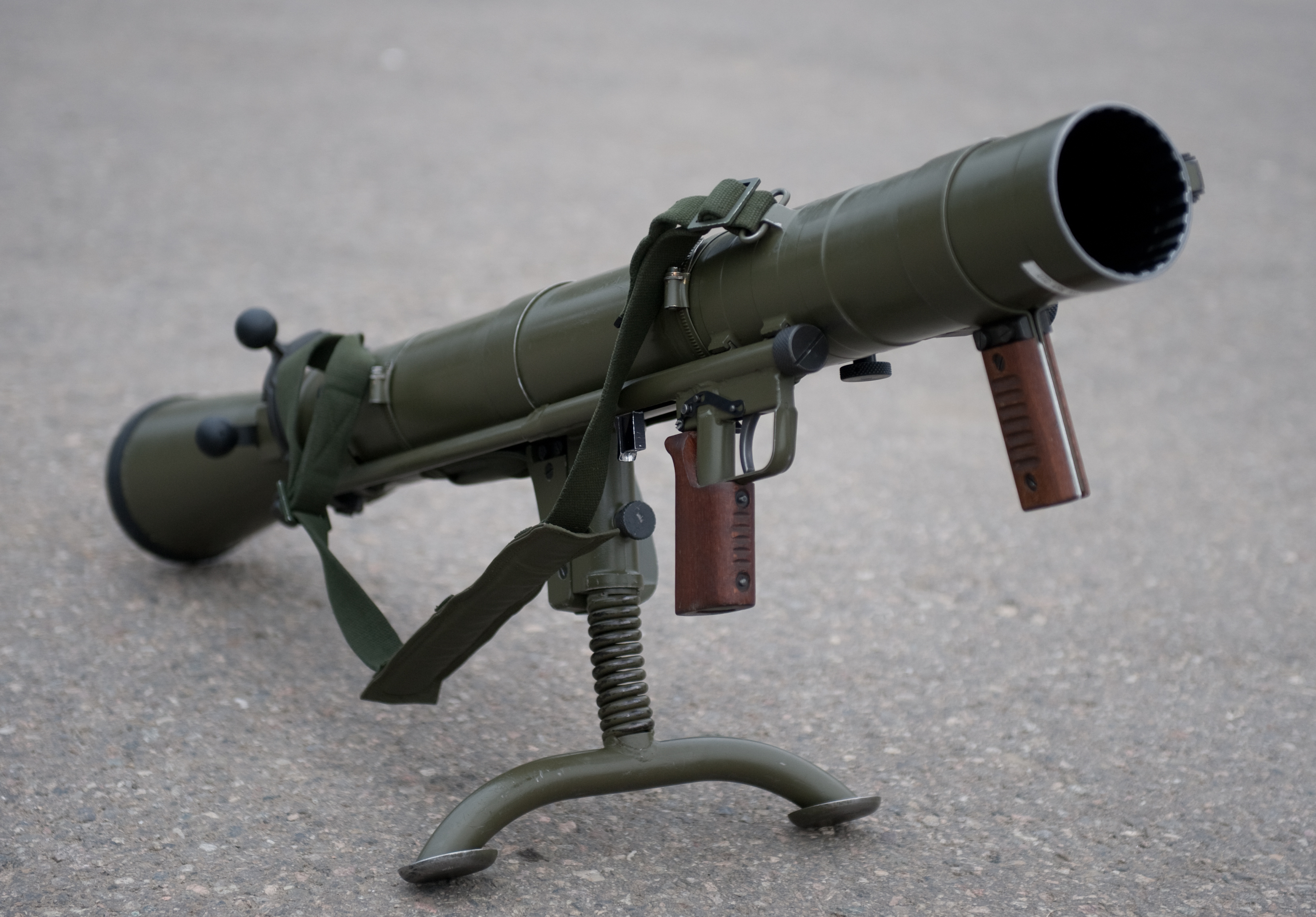
Fusil sin retroceso Carl Gustav del ejército noruego.

Abramson desarrolló el fusil lanzagranadas Carl-Gustaf junto con el oficial del ejército Harald Jentzen y el ingeniero Sigfrid Akselson.
En 1952, Hugo Abramson fue elegido miembro de la Real Academia Sueca de Ciencias de la Guerra.